# Jaume Ferran i Camps
|  | Per a altres significats, vegeu «Jaume Ferran i Clua». |

Jaume Ferran i Camps (Cervera, 13 de juliol de 1928 - Smyrna, 6 de febrer de 2016) va ser un poeta català que escrivia en castellà. Estudià a la Universitat de Barcelona i a la de Madrid, on treballà per a Eugeni d'Ors. Fou ajudant de la càtedra de ciència de la cultura de la Universitat de Madrid i professor de literatura espanyola a les universitats de Colgate i Syracuse (Estats Units). Va ser un dels principals representants catalans de la Generació dels Anys Cinquanta en castellà. També va traduir al castellà alguns poetes catalans i va escriure unes memòries en català. L'any 2001 va ser nomenat fill predilecte de la ciutat de Cervera. Entre 1953 i 2004 també va escriure a la publicació local "Segarra" (fins 1996) i "Segarra Actualitat" (d'ençà de 1997); entre ambdues revista hi publicà prop de 180 articles, molts sota la secció "Fulls de Segarra".
Després de la seva mort, l'any 2016, s'han organitzat diversos homenatges a la seva figura: s'ha editat un documental biogràfic de la seva trajectòria Decàleg Ferran, obra del cineasta Xavier Juncosa; s'ha publicat pòstumament el tercer volum de les seves memòries El cercle daurat; i s'ha recopilat la seva obra en una antologia poètica Caudal de Vida y Poesía, a càrrec de les filòlogues Montserrat Pont i M. Pilar Hernández. A més, el 2021 el Museu de Cervera i el Museu d'Història de Cambrils van dedicar exposicions al vincle de Jaume Ferran amb el pintor cubista Maties Palau Ferré.

## Obres
- Desde esta orilla (1952)
- La piedra más reciente (1952)
- Poemas del viajero (1953)
- Descubrimiento de América (1957)
- Poemas. William Butler Yeats (1957)
- Canciones para Dulcinea (1959)
- Ángel en España (1960)
- Libro de Ondina (1964)
- Pierre Emmanuel. Antología poética (1964)
- Nuevas Cantigas (1966)
- Tarde de circo (1966)
- Historia de mariposas (1966)
- Eugenio D'Ors (1967)
- Ángel en Colombia (1968)
- Memorial (1971)
- Los diálogos de Joan Maragall (1971)
- Ángel en USA. Norte (1971)
- Ángel en USA. Sur (1971)
- Mañana de parque (1972)
- Introducción a Ezra Pound (1973)
- W.B. Yeats. Antología (1973)
- Ángel en la luna (1976)
- Antología de Josep Carner (1977)
- La playa larga (1981)
- Alfonso Costafreda (1981)
- Cantos irlandeses (1982)
- Libro de Alfonso (1983)
- Cuaderno de música (1983)
- Lope de Vega (1984)
- J.V. Foix (1986)
- Las alas del Fénice (1988)
- Las irreales omegas de J.V. Foix (1988)
- Historia Natural (1989)
- Corónica (1992)
- Memòries de ponent (2001)
- El libro de horas (2008)
- Diari de Tardor (2008)
- El cercle daurat (2019)